# سفوان (اسم)
سفوان هو اسم علم مذكر من أصل عربي، ومعناه هو المسرع في المشي أو الطيران، وكل ما تذروه الرياح.

## وصلات خارجية
- موسوعة السلطان قابوس لأسماء العرب نسخة محفوظة 5 أبريل 2019 على موقع واي باك مشين.